# Thecla laceyi
Thecla laceyi är en fjärilsart som beskrevs av Barnes och Mcdunnough 1910. Thecla laceyi ingår i släktet Thecla och familjen juvelvingar. Inga underarter finns listade i Catalogue of Life.